# Petru-Gabriel Negrea
Petru-Gabriel Negrea, cunoscut și ca Petrică Negrea (n. 25 iunie 1974, Suceava, România), este un politician și om de afaceri român, ales în 2024 deputat din partea partidului Alianța pentru Unirea Românilor (AUR). 

## Educație și carieră profesională
Petru-Gabriel Negrea s-a născut pe 25 iunie 1974 în județul Suceava din Republica Socialistă România.
Negrea și-a început parcursul academic în 1994, absolvind Universitatea Națională de Arte „George Enescu” din Iași în 1999, perioadă în care a fost angajat ca tenor la Filarmonica din Iași. După absolvire, s-a mutat la Londra, unde inițial a lucrat în construcții. Curând după aceea, a obținut un post de tenor la Filarmonica din Londra (London Philharmonic Orchestra), unde a activat timp de trei ani. În perioada petrecută la Londra, a continuat să lucreze și în domeniul construcțiilor. Este proprietarul hotelului Toaca Bellevue, situat lângă Gura Humorului.

## Carieră politică

### Deputat (2024–prezent)

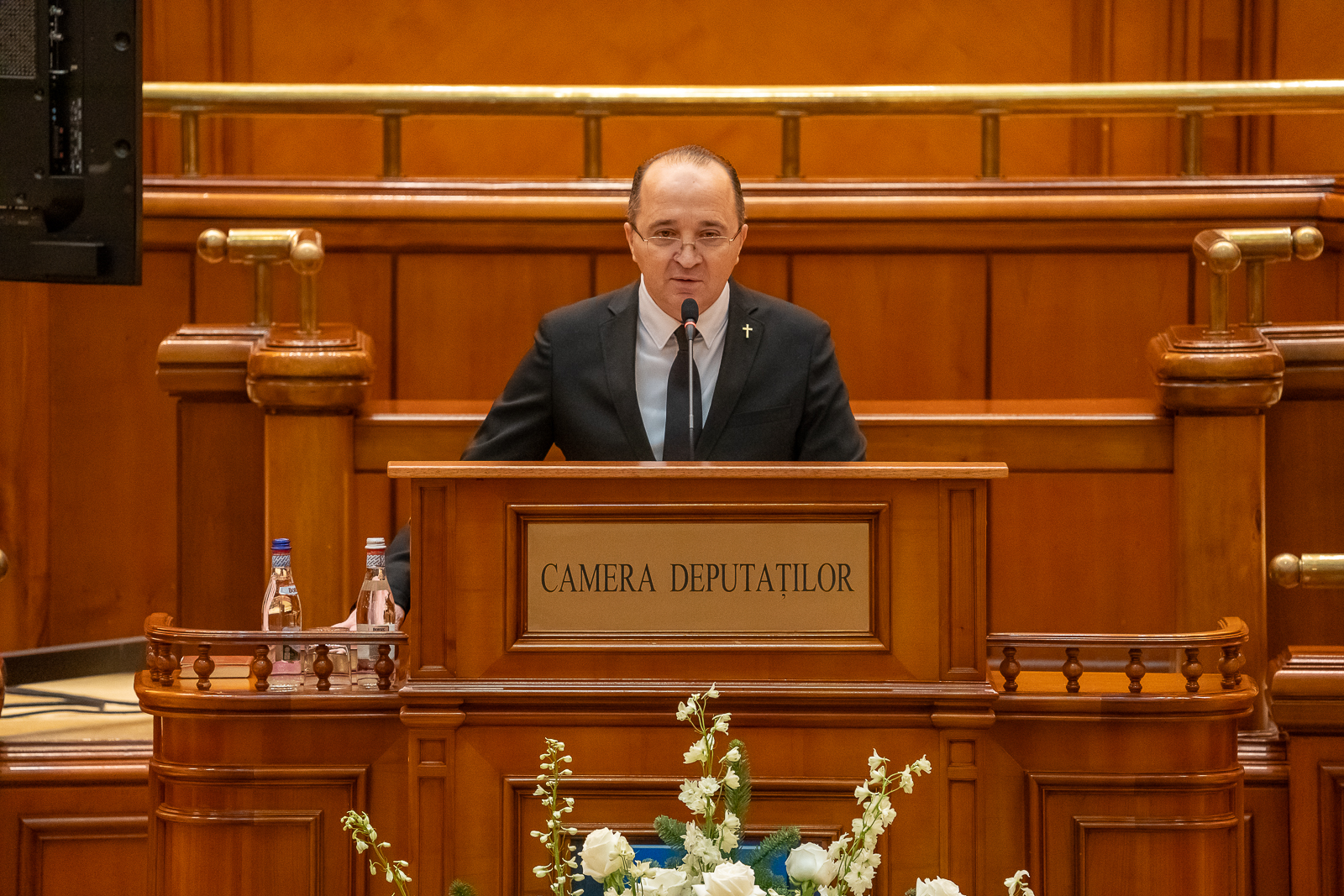
Negrea depunând jurământul, 21 decembrie 2024

În urma alegerilor parlamentare din 2024 pe 1 decembrie, Negrea a fost ales membru al Camerei Deputaților, în circumscripția nr. 35 Suceava, preluând mandatul pe 21 decembrie. În aprilie 2025, Negrea a criticat Ucraina pentru că nu acordă prioritate minorității române în Bucovina de Nord.